# Formazione dei Trans Siberian Orchestra
La seguente è la formazione della band Trans Siberian Orchestra nel corso degli anni.

## Cronistoria
La band venne fondata nel 1996, per iniziativa del tastierista Robert Kinkel, il quale è anche produttore della band stessa.
Il gruppo è caratterizzato dalla presenza di voci femminili, di due chitarre e di tre tastiere contemporaneamente, oltre al violino, e ha subito vari cambi di formazione nel corso degli anni, e gli unici membri stabili sono Jon Oliva e lo stesso Robert Kinkel.

## Formazione
|  |  |  |

### Narratori
- Phillip Brandon (2010–attuale)
- Tim Cain (2000–2002)
- Tony Gaynor (1999–2009)
- Bryan Hicks (2003–attuale)

### Cantanti
- Gabriela Gunčíková (2014-2015)
- Ashley Adamek (2011)
- Angelica Allen (2011)
- Russell Allen (2013)
- April Berry (2009–attuale)
- Robin Borneman (2013)
- Dustin Brayley (2012)
- John Brink (2010–2011, 2013)
- Steve Broderick (2000–2009)
- Jennifer Cella (2001–2007)
- Joe Cerisano (2000–2003)
- Katrina Chester (1999, 2001)
- Tru Collins (2010)
- Ava Davis (2012–attuale)
- Eileen Kaden Dean (2000)
- Marcus DeLoach (2004)
- Rob Evan (2001, 2003, 2009–attuale)
- Zachary Stevens (1996, 1998)
- Tommy Farese (1999–2010)
- Dina Fanai (2002, 2003)
- Scout Ford (2007–2009)
- Jamey Garner (2008)
- Jill Gioia (2003–2005)
- Alexa Goddard (2007–2008)
- Kristin Lewis Gorman (2001–2010)
- Heather Gunn (2005–2007)
- Autumn Guzzardi (2010, 2012)
- Erin Henry (2006–2010)
- Steena Hernandez (2006–2008)
- Katie Hicks (2009–2010)
- Tim Hockenberry (2008–2010)
- Nathan James (2012–attuale)
- Erika Jerry (2010–attuale)
- Jodi Katz (2009–attuale)
- Kelly Keeling (2006–2007)
- Danielle Landherr (2003–2010)
- Michael Lanning (2000–2005)
- Rosie Lanziero (1999)
- Guy LeMonnier (1999, 2002–2006)
- James Lewis (2004–2012)
- Gary Lindemann (2000)
- Tany Ling (2004–2006)
- Guy Lockard (2010)
- Chloe Lowery (2010–attuale)
- Dari Mahnic (2011)
- Maxx Mann (2002, 2006)
- Sanya Mateyas (2002–2003)
- Abby Lynn Mulay (2009)
- Ronny Munroe (2011–2012)
- Georgia Napolitano (2010–attuale)
- Daryl Pediford (1999–2003)
- Jay Pierce (2004–2009, 2012)
- Natalya Rose Piette (2010–attuale)
- Chris Pinnella (2012)
- Valentina Porter (2008–2009)
- Cynthia Posner (2000)
- Sophia Ramos (2001)
- Kayla Reeves (2010–attuale)
- Marisa Rhodes (2007)
- Andrew Ross (2007–attuale)
- Bart Shatto (2002–2011)
- Peter Shaw (2005–2007)
- Allie Sheridan (2003)
- Rebecca Simon (2000)
- Jeff Scott Soto (2008–attuale)
- Kay Story (2000)
- Becca Tobin (2011)
- Marilyn Villamar (2002)

### Chitarristi
- Tristan Avakian (2003)
- Chris Caffery (1999–attuale)
- George Cintron (2000)
- Angus Clark (2001–attuale)
- Joel Hoekstra (2010–attuale)
- Damon La Scott (2000)
- Al Pitrelli (1999, 2001–attuale)
- Alex Skolnick (2000–2002, 2004–2009)

### Tastieristi
- Luci Butler (2008–attuale)
- Carmine Giglio (2002–2005)
- Mee Eun Kim (2000–2002, 2004–2007, 2011–2012, 2014)
- Bob Kinkel (1999–2009)
- Doug Kistner (2000)
- Vitalij Kuprij (2009–attuale)
- Allison Lovejoy (2003)
- Jane Mangini (2001–attuale)
- John Margolis (1999)
- Paul Morris (2000)
- Derek Wieland (2006–attuale)
- Jon Oliva (1996–attuale)

### Bassisti
- Chris Altenhoff (2007–2009)
- Malcolm Gold (2001)
- David Z (2000–2006, 2010–2017)
- Johnny Lee Middleton (1999–2000, 2002–attuale)

### Batteristi
- Steve Murphy (2000–2001)
- Jeff Plate (1999–attuale)
- John O. Reilly (2002–attuale)

### Electric Violinists
- Sarah Charness (2010)
- Roddy Chong (2008–attuale)
- Ted Falcon (2002)
- Asha Mevlana (2011–attuale)
- Lucia Micarelli (2003)
- Caitlin Moe (2009–2010)
- Anna Phoebe (2004–2009)
- Val Vigoda (2000, 2001)
- Mark Wood (1999–2008)
- Alison Zlotow (2008)